# Proteste nach den russischen Parlamentswahlen 2011

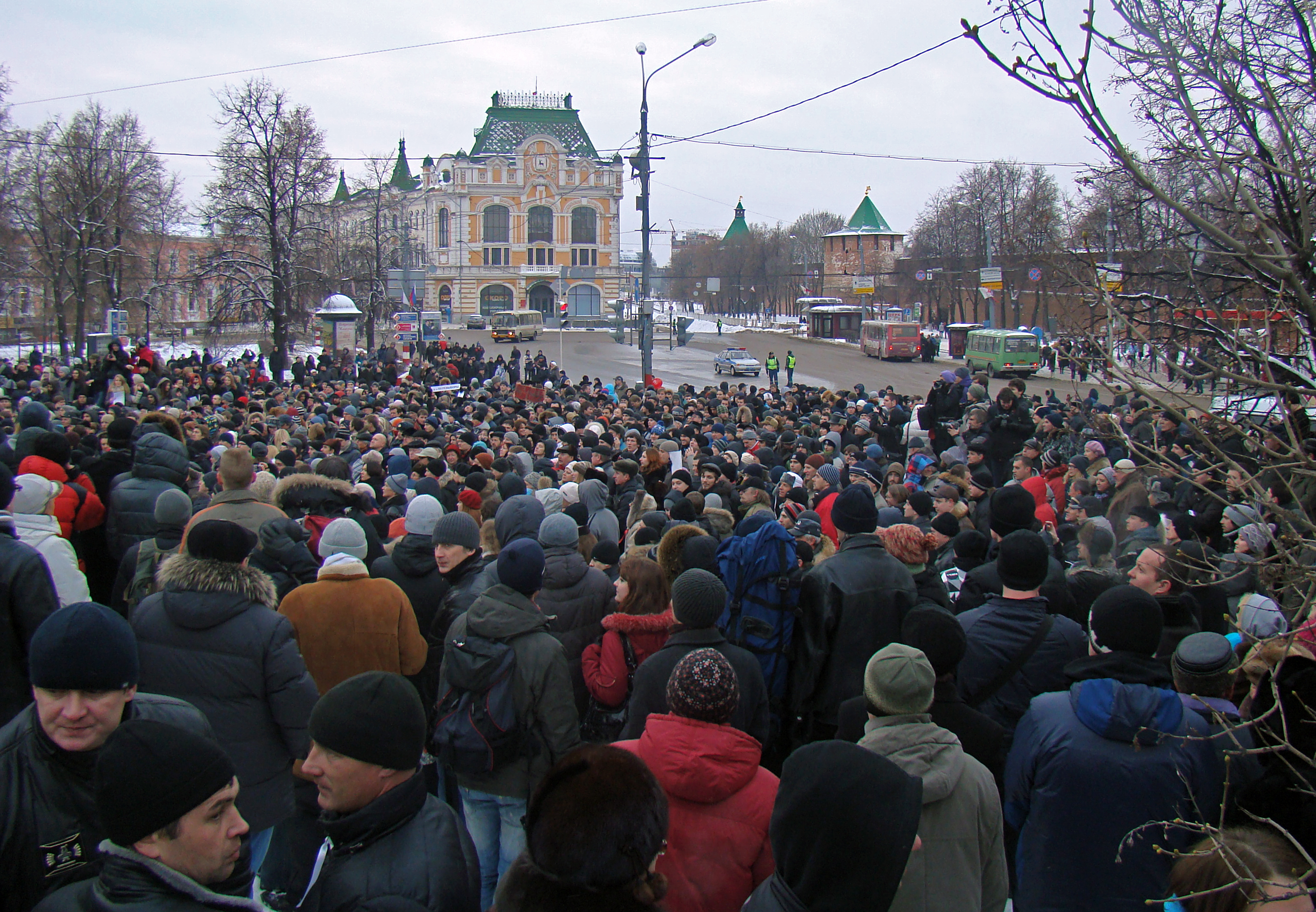
Demonstration in Nischni Nowgorod am 10. Dezember 2011

Die Proteste nach den russischen Parlamentswahlen 2011 sind Demonstrationen gegen mutmaßliche Wahlfälschungen bei den Parlamentswahlen vom 4. Dezember 2011 in Russland. Sie begannen am 5. Dezember und führten zu den größten Protestkundgebungen in der jüngeren Geschichte des Landes. Die Polizei reagierte auf allen Kundgebungen mit Großaufgeboten.

## Demonstrationen

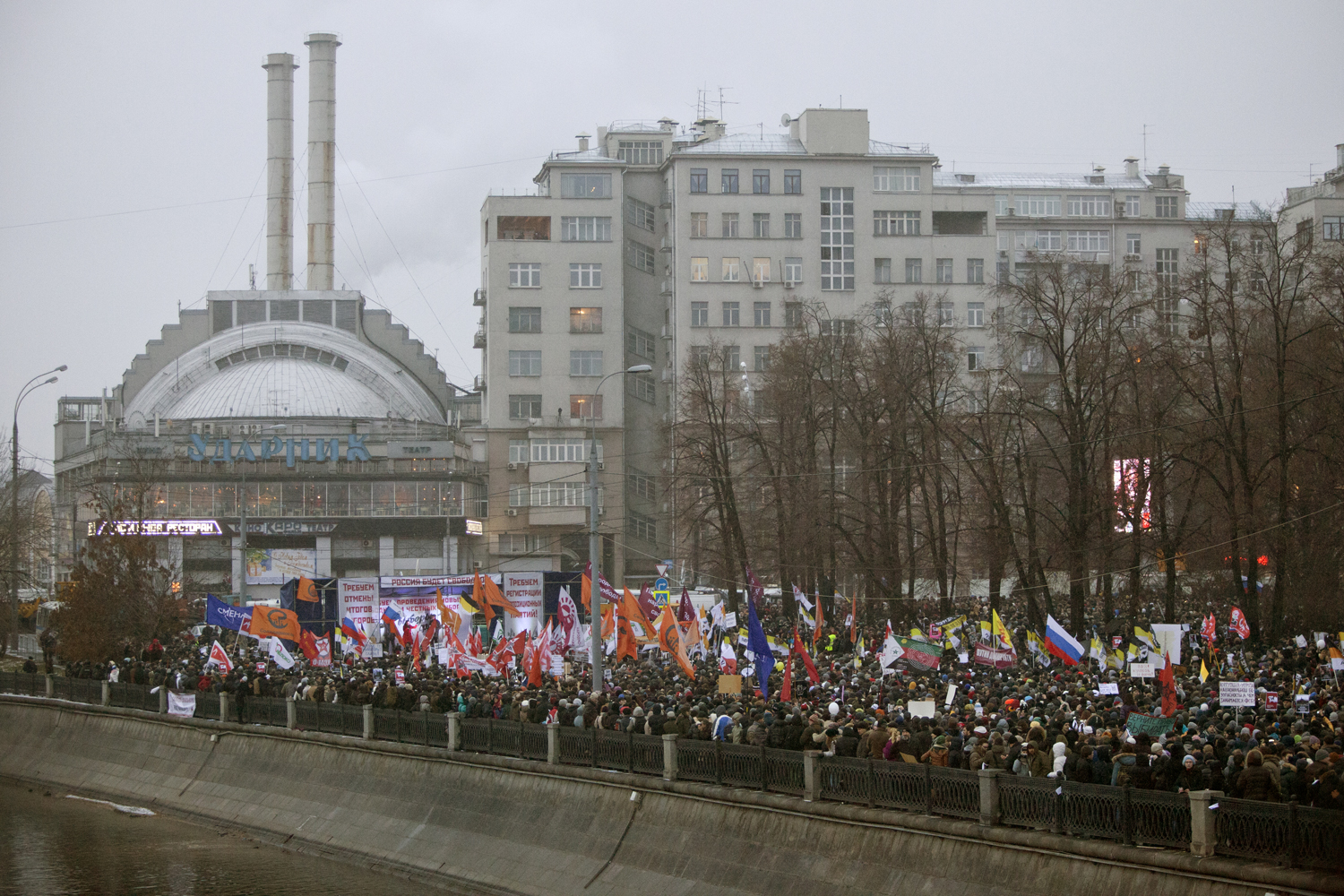
Demonstration in Moskau am 10. Dezember 2011

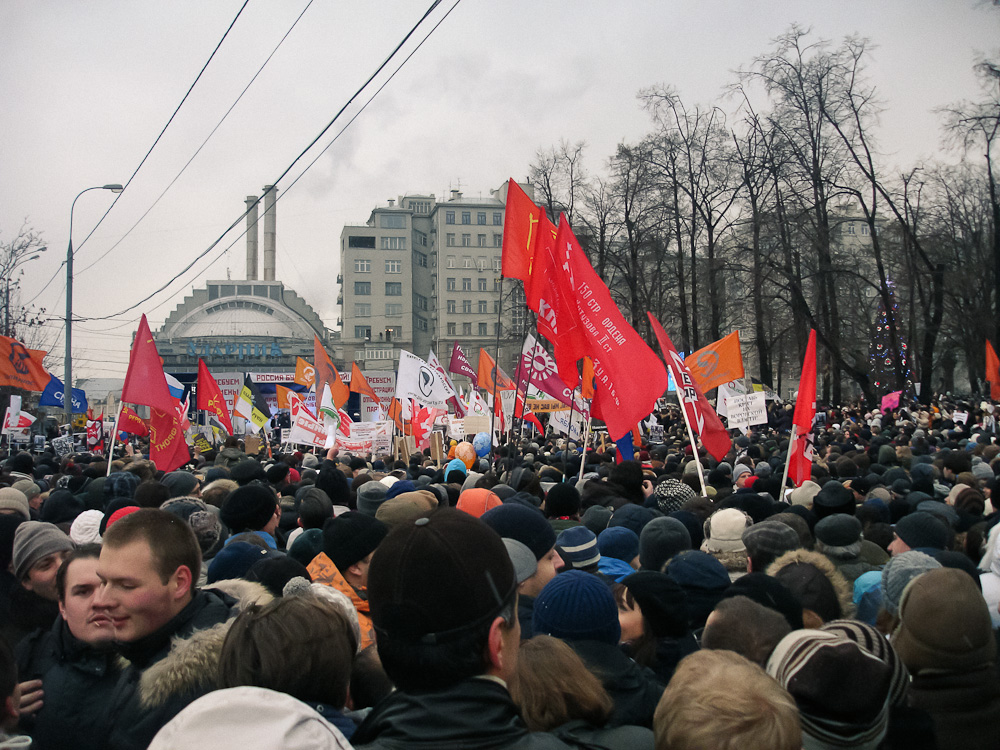
Das Nebeneinander von roten kommunistischen, orangen liberalen und schwarz-gelb-weißen nationalistischen Fahnen zeugt von der Heterogenität der Protestierenden.

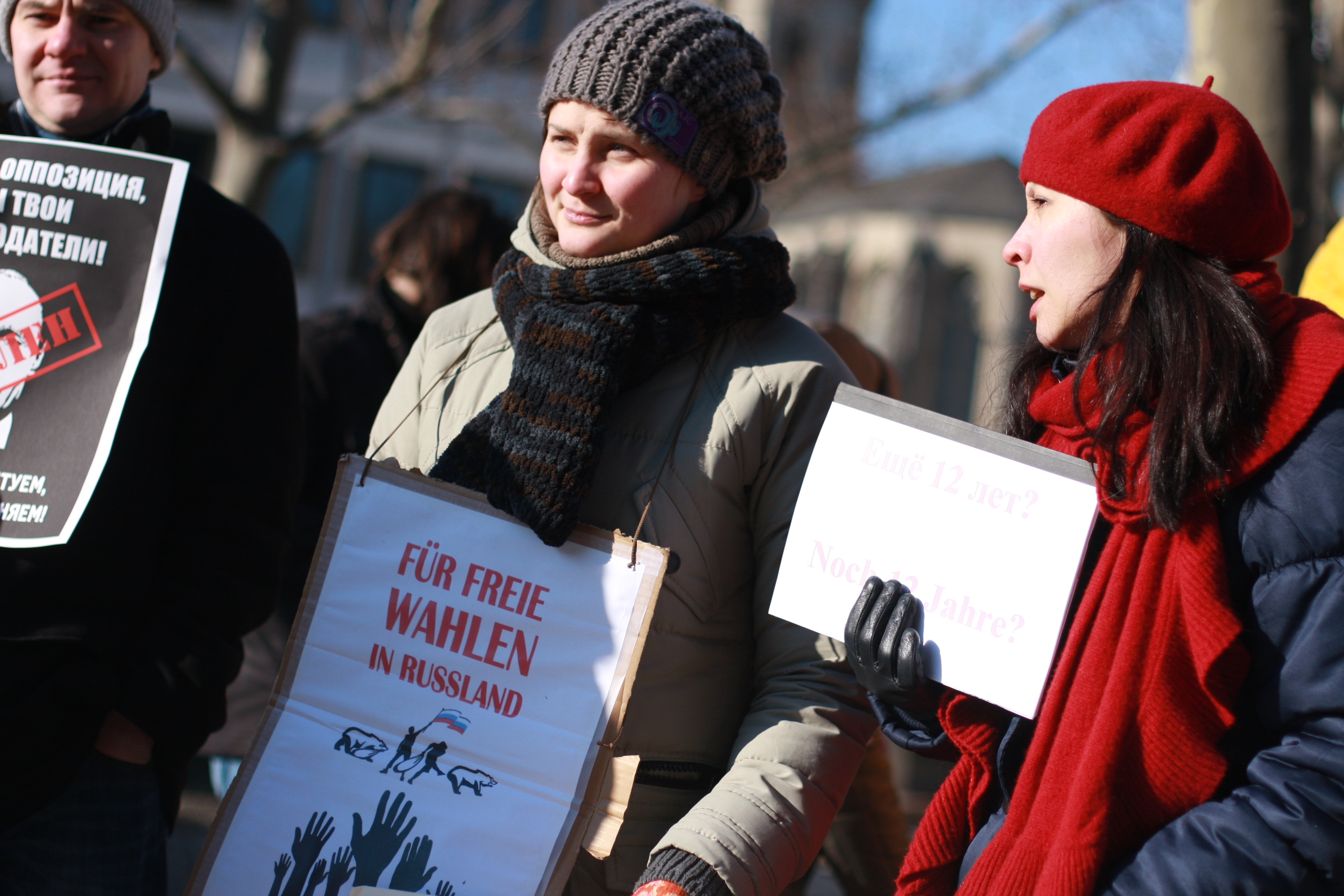
Teilnehmer einer Demonstration "für freie Wahlen in Russland", Kölner Dom am 4. Februar 2012

Bereits am Abend des 5. Dezember 2011 protestierten Tausende Menschen in Moskau und Sankt Petersburg gegen das Wahlresultat und die Partei Einiges Russland. Es handelte sich dabei um die größte Demonstration der Opposition seit Jahren. Demonstranten riefen „Russland ohne Putin“ und hielten Schilder hoch mit der Aufschrift: „Gebt dem Volk seine Stimme zurück!“ Die politischen Aktivisten Alexei Nawalny und Ilja Jaschin sowie andere Demonstranten landen im Gefängnis zu einer 15-tägigen Haftstrafe wegen "Widerstandes gegen die Staatsgewalt".
Die Protestkundgebungen am 10. Dezember gelten mit einer Teilnehmerzahl von 100.000 Demonstranten als die größte Demonstration in der Ära Putin sowie seit dem Zerfall der Sowjetunion und wurden in mehr als 90 Städten organisiert. Während die Behörden in Moskau eine Kundgebung bis zu 30.000 Menschen genehmigten, wurden viele Kundgebungen in anderen Städten nicht erlaubt. Seit dem Beginn der Proteste wurden etwa 1600 Personen festgenommen.
In Moskau kamen zur Demonstration auf dem Bolotnaja-Platz auf der Bolotny-Insel (unmittelbar am - dem Kreml gegenüberliegenden - Ufer der Moskwa im Stadtteil Samoskworetschje gelegen) nach Schätzungen der Veranstalter über hunderttausend Menschen zusammen; nach Angaben der Polizei lag die Teilnehmerzahl bei etwa 25.000. Die Demonstration wurde von einem Großaufgebot von Sicherheitskräften begleitet, etwa 50.000 Mann riegelten Teile der Stadt wie etwa den Roten Platz ab. In Sankt Petersburg gab die Polizei die Zahl der Demonstranten mit 10.000 an.
Vertreter mehrerer außerparlamentarischer Oppositionsgruppen und in der Duma vertretener Oppositionsparteien nahmen an der Demonstration teil. In Moskau sprachen Boris Nemzow, Wladimir Ryschkow und Michail Kasjanow, die sich mit ihrer liberalen Partei der Volksfreiheit „Für ein Russland ohne Willkür und Korruption“ an der Wahl beteiligen wollten, aber vom Justizministerium nicht in das offizielle Parteienregister aufgenommen wurden. Ebenso ergriffen der Schriftsteller Boris Akunin und die Chefredakteurin der regimekritischen Zeitung „New Times“ Jewgenija Albaz das Wort. Sergei Mitrochin, der Vorsitzende der liberalen Jabloko, sowie ihr Gründer Grigori Jawlinski beteiligten sich wie Gennadi Gudkow von Gerechtes Russland. Die Kommunistische Partei der Russischen Föderation hielt mit ihrem Vorsitzenden der Fraktion im Moskauer Stadtparlament Andrei Klytschkow eine Rede.
Zu den weiteren Teilnehmern an Demonstrationen gehörten Vertreter der an Garri Kasparows und Boris Nemzows Bündnis Das andere Russland teilnehmenden rechtsradikalen Nationalbolschewistischen Partei von Eduard Limonow, der linksradikalen Linken Front und der ultraliberalen Oppositionsgruppe Solidarnost. Ferner nahmen an den Demonstrationen Nationalisten, Anarchisten, Libertäre und Anhänger der Piratenpartei teil.
Am 24. Dezember 2011 protestierten erneut tausende Menschen in Moskau, Sankt Petersburg, Nowosibirsk und weiteren russischen Städten gegen das Ergebnis der Parlamentswahl. In Moskau sollen sich nach Polizeiangaben 29.000 Menschen – laut den Organisatoren 120.000 – beteiligt haben. An dem Protest nahm auch der frühere Finanzminister Alexei Kudrin teil.
Am 4. Februar 2012 fand erneut eine landesweite Kundgebung statt. Laut Organisatoren haben sich bei winterlichen Temperaturen unter minus 20 Grad knapp 120.000 Menschen an der Protestaktion gegen Putin beteiligt. Die zuständige Abteilung des Innenministeriums beziffert die Teilnehmerzahl mit 34.000. Die Anzahl der Teilnehmer, die sich an der gleichzeitig laufenden Pro-Putin-Demonstration beteiligten, ließ sich nach Polizeiangaben mit 138.000 beziffern. Die Kundgebung verlief friedlich. Am selben Tag fanden auch weltweit, unter anderem in Deutschland, Aktionen mit denselben Forderungen statt.
Am 6. Mai fand in Moskau eine weitere Massenkundgebung statt, der s.g. "Marsch der Millionen". Die Organisatoren (I.Jaschin) beziffern die Teilnehmerzahl mit 100-120 Tausend Menschen, das Innenministerium spricht von 8 Tausend. Die Aktion verlief unter ständiger Behinderung seitens der Stadtverwaltung und Polizei. So hat sich die Stadtverwaltung vehement geweigert den angekündigten Ort der Aktion zu bestätigen (dies erfolgte endgültig erst in der letzten Nacht vor der Aktion). Mehrere Tausend Teilnehmer die von weiten Teilen des Landes unterwegs zur Kundgebung waren, wurden an der Einreise nach Moskau gehindert. Die Aktion wurde von einem massiven Polizeiaufgebot begleitet und verlief mit vielen Ausschreitungen und Festnahmen infolgedessen 40 Teilnehmer medizinisch behandelt werden mussten und (nach Polizeiangeben) 460 Teilnehmer festgenommen wurden. Unter den Festgenommenen befinden sich auch berühmte Oppositionspolitiker Ilja Udaltsov, Boris Nemzow und Anti-Korruptionsanwalt Alexei Nawalny. Im Zuge des nach dem Kundgebungsort benannten Bolotnaja-Prozesses wurden 27 Personen hauptsächlich wegen Teilnahme an Massenunruhen und Gewaltanwendung gegen Staatsvertreter angeklagt und teilweise verurteilt. Darunter befindet sich auch der prominente linke Oppositionspolitiker Sergei Udalzow, der unter Hausarrest auf den Auftakt seines Prozesses wartet.

## Forderungen
Die Demonstranten fordern den Rücktritt von Ministerpräsident Wladimir Putin und Staatspräsident Dmitri Medwedew sowie eine Resolution für Neuwahlen und eine Untersuchung der Wahlfälschungsvorwürfe. Auf der regierungskritischen Internetplattform kasparov.ru wurden zudem folgende fünf Punkte schriftlich festgehalten:
- die Freilassung aller politischen Gefangenen
- die Annullierung des gefälschten Ergebnisses der Parlamentswahl
- der Rücktritt des regierungsnahen Wahlleiters Wladimir Tschurow, die Untersuchung aller Fälschungsvorwürfe und die Bestrafung der Verantwortlichen
- die Zulassung aller Oppositionsparteien zur Abstimmung
- ein neues demokratisches Wahlgesetz.

## Reaktionen
Unter dem Eindruck der anhaltenden Proteste forderte der ehemalige sowjetische Präsident Michail Gorbatschow am 7. Dezember 2011, die Wahlen zu annullieren und Neuwahlen auszuschreiben. Der Spitzenkandidat der Partei Jabloko, Grigori Jawlinski, empfahl den gewählten Abgeordneten, ihre Mandate niederzulegen. Gorbatschow sagte gegenüber der Nachrichtenagentur Interfax: „Die Führung des Landes muss anerkennen, dass es zahlreiche Verstöße und Manipulationen gegeben hat, und dass die veröffentlichten Ergebnisse nicht den Willen der Wähler wiedergeben.“ Zudem glaubten immer mehr Russen den veröffentlichten Ergebnissen nicht, was das Land destabilisieren könnte: „Eine Lüge tötet die Glaubwürdigkeit einer Regierung.“
Präsident Dmitri Medwedew lehnte die Forderungen der Demonstranten ab: „Ich stimme keinem der Sprüche oder Aufrufe zu, die auf den Kundgebungen gemacht wurden.“ Er wies jedoch an, Berichte aus den Wahlbüros „auf Einhaltung der Wahlgesetze“ zu überprüfen. Das Zentrale Wahlkomitee lehnte eine Absetzung Wladimir Tschurows ab. Ministerpräsident Wladimir Putin ließ mitteilen, dass seiner Ansicht nach „jeder das Recht habe, seine Meinung kundzutun, solange er sich friedlich verhalte und die Gesetze beachte.“
Der russisch-orthodoxe Erzpriester Wsewolod Tschaplin sagte im Mai 2012 in einem Interview, dass die Bürger Russlands sich den Aktivitäten einer Opposition, die nichts zu bieten habe, nicht anschließen werde. Es gebe unter denen, die zu den Demonstrationen gingen, viele, die sich für besser hielten als die Mehrzahl der Leute. Das Problem der Intelligenzija sei es, dass sie die einfachen Leute nicht dazu bringen könne, ihre Prinzipien zu akzeptieren. Die Leute hätten eine hervorragende politische Intuition, viel akkurater als die der „Moskauer Schickeria“.
Mischa Gabowitsch, Autor des Buches "Putin kaputt!?" über die Proteste, hatte sich vor dem steilen Anstieg der Beliebtheitswerte Putins im Zusammenhang mit der Annexion der Krim vorsichtig optimistisch zu einem gesellschaftlichen Umbruch Russlands geäußert.